# Królestwo Sussex
Królestwo Sussex (staroang. Sūþseaxna rīċe, łac. Regnum Sussaxonum) – królestwo anglosaskie istniejące od V do IX wieku na terenie południowo-wschodniej Anglii, jedno z siedmiu królestw tworzących tzw. heptarchię. Zajmowało obszar w przybliżeniu odpowiadający późniejszemu hrabstwu Sussex (współczesne hrabstwa East i West Sussex).
Pierwszym władcą Susseksu był, według podań (m.in. Kroniki anglosaskiej), Ælle, który wylądował pod Selsey Bill w 477 roku, po czym podbił te ziemie, wcześniej zamieszkane przez Brytów. Według kroniki Bedego, Ælle był pierwszym, i jedynym w historii Susseksu, bretwaldem – zwierzchnikiem nad innymi królestwami anglosaskimi, którego władza na północy sięgać miała po estuarium Humber. 
Pod koniec VII wieku Sussex, jako ostatnie z królestw anglosaskich, uległ chrystianizacji, w czym istotną rolę odegrał biskup Wilfryd z Yorku. W 709 roku Selsey zostało siedzibą biskupstwa (w 1075 roku przeniesionego do Chichester). 
Przez część swojego istnienia królestwo było podzielone na część wschodnią, administrowaną najprawdopodobniej z Lewes, i zachodnią, ze stolicą w Chichester. Na wschodnim skraju królestwa, miasto Hastings i okolice, posiadało swego rodzaju autonomię i znajdowało się pod zauważalnymi wpływami sąsiedniego Królestwa Kentu.
W drugiej połowie VIII wieku władcy Susseksu stali się lennikami królów Mercji; pod koniec wieku tytułowani już nie jako królowie, lecz ealdormani. W 825 roku Sussex podbity został przez królestwo Wessex. W X wieku tereny Susseksu weszły w skład zjednoczonego Królestwa Anglii.
Nazwa Sussex pochodzi od staroang. Suþ Seaxe – Sasi południowi (por. Wessex, Essex, Middlesex).